# لیزا بلانت روچستر
لیزا لاترل بلانت روچستر (نام مستعار بلانت؛ زاده ۱۰ فوریه ۱۹۶۲) یک سیاستمدار آمریکایی است که از سال ۲۰۱۷ به عنوان نماینده ایالات متحده در حوزه انتخابیه کلی دلاویر  خدمت می‌کند. او که یکی از اعضای حزب دموکرات است، اولین زن و اولین آمریکایی آفریقایی‌تبار است که نماینده دلاویر در کنگره است.
بلانت روچستر نامزدی خود را برای نمایندگی دلاویر در سنای ایالات متحده در انتخابات سال ۲۰۲۴ اعلام کرد. در صورت انتخاب، او اولین زن و فرد رنگین‌پوستی خواهد بود که نماینده دلاویر در سنا خواهد بود.
بلانت روچستر در ۱۰ فوریه ۱۹۶۲ در فیلادلفیا، پنسیلوانیا به دنیا آمد. خانواده او در سال ۱۹۶۹ به ویلمینگتون، دلاور نقل مکان کردند. پدرش، تد بلانت ، معلمی بود که در شورای شهر ویلمینگتون، به عنوان رئیس شورا، خدمت می‌کرد. مادرش آلیس لاترل در خرده فروشی کار می‌کرد. خواهرش مارلا بلانت کارتر استاد دانشگاه راتگرز است.
بلانت روچستر در آکادمی پادوآ تحصیل کرد، کالج را در دانشگاه ویلانوا شروع کرد و بعداً در سال دوم به دانشگاه دلاور منتقل شد. او کالج را ترک کرد تا در اروپا زندگی کند و بعداً مدرک لیسانس خود را در روابط بین‌الملل از دانشگاه فرلی دیکنسون و مدرک کارشناسی ارشد خود را در امور شهری و سیاست عمومی از دانشگاه دلاور دریافت کرد.